# Религия в Мавритании

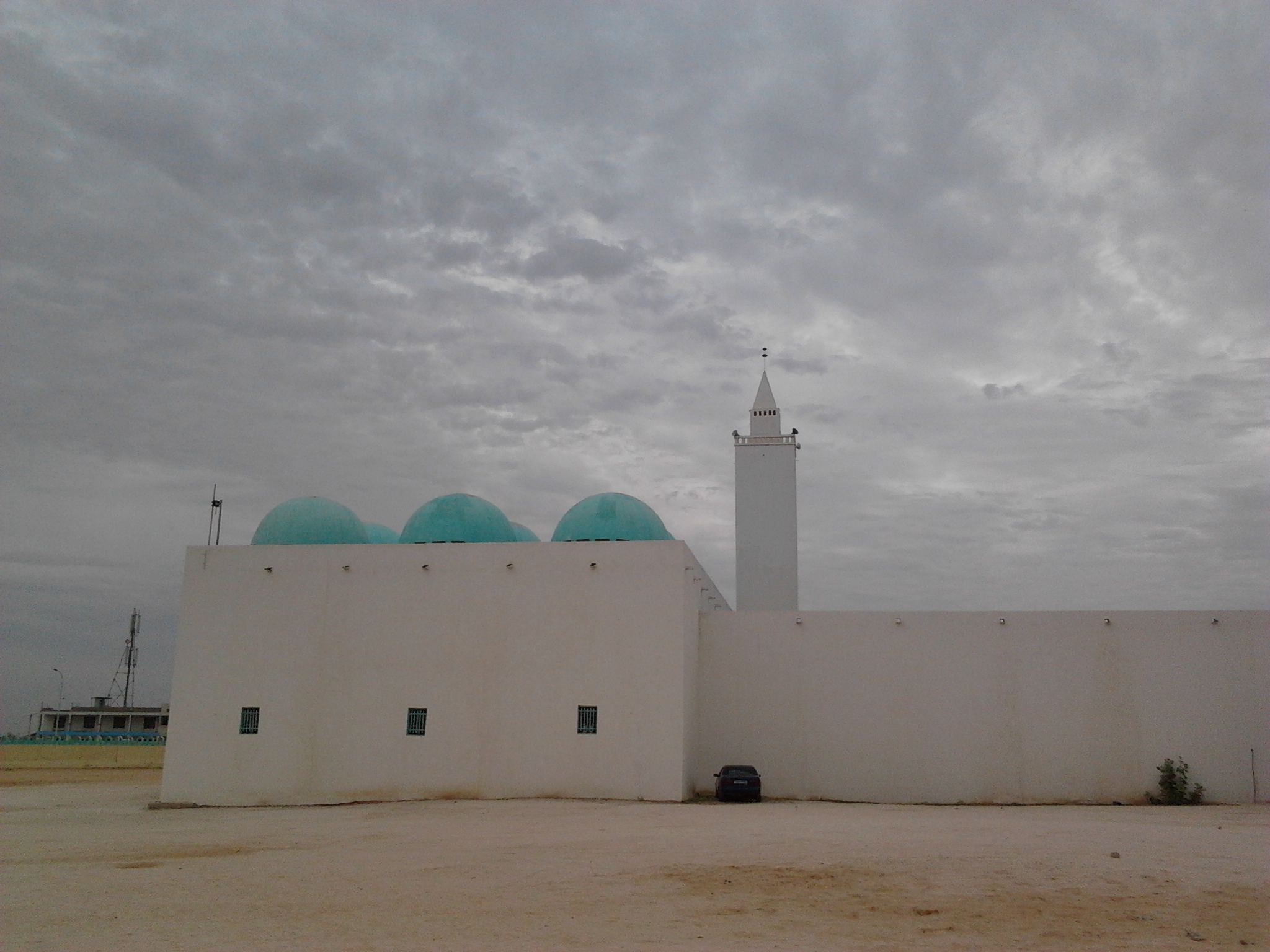
Мечеть Ульд Абас в Нуакшоте

Религия в Мавритании — совокупность религиозных верований, присущих народам этой страны. 99,2 % населения Мавритании исповедует ислам. Вероотступничество, то есть отречение от ислама, карается смертной казнью.

## Ислам
Ислам начал распространяться на территории Мавритании в VIII веке. К XI веку ислам стал доминирующей религией на территории Мавритании. В Мавритании ислам впитал в себя некоторые черты традиционных африканских верований. Так мусульмане в Мавритании почитают множество духов и сверхъестественных существ, в то же время признавая Аллаха единственным Богом. Эти духи были преобразованы в джиннов после исламизации Мавритании, но они по-прежнему занимают значительное место в религиозной жизни мусульман Мавритании.
Ислам исповедуют 3 338 000 мавританцев, что составляет 99,2 % населения этой страны. Большинство из них сунниты маликитского масхаба. Также есть представители суфийских орденов, а также ахмадиты. В стране насчитывается 8000 мечетей.
В соответствии со статьёй 306 Уголовного кодекса Мавритании, за вероотступничество, то есть переход бывшим мусульманином в другую религию или неверие, предусмотрено наказание в виде смертной казни. Согласно этой статье, любому мусульманину, признанному виновным в преступлении вероотступничества, предоставляется три дня на покаяние. Если обвиняемый не раскается в указанный срок, ему выносится смертный приговор, а всё его имущество конфискуется правительством.
Примером преследования за вероотступничество может служить арест мавританского журналиста в январе 2014 года. Его обвинили в вероотступничестве за публикацию онлайн-текста, который был расценен как «кощунственный». Этот случай вызвал широкий общественный протест и резонанс, включая требования казни журналиста со стороны мавританского населения и готовность местного бизнесмена выплатить вознаграждение за его убийство. Национальная комиссия по правам человека Мавритании также высказала осуждение материалов, приведших к аресту.

## Христианство
Первые католические священники появились в Мавритании 1930 году, это были военные капелланы, а первый миссионер появился лишь в 1958 году. 18 декабря 1965 года была создана Католическая епархия Нуакшота.
Римско-Католическая Церковь в Мавритании является частью всемирной Католической церкви. Численность католиков, проживающих в Мавритании составляет около 4 — 5 тысяч человек, большая часть которых являются иностранцами из Европы и стран Западной Африки. В Мавритании действует одна католическая епархия, 6 приходов.